# Octobre 2022
Octobre 2022 est le dixième mois de l'année 2022.

## Climat et environnement
Selon le service européen de surveillance climatique Copernicus, il est le mois le plus chaud jamais enregistré en Europe.

## Événements
- 22 septembre au 1er octobre : 19ᵉ édition de la Coupe du monde féminine de basket-ball.
- 23 septembre au 15 octobre : 19e édition du Championnat du monde féminin de volley-ball.
- 1er octobre :
  - élections législatives en Lettonie. afin de renouveler les 100 membres de la Saeima, la coalition Nouvelle Unité du Premier ministre Arturs Krišjānis Kariņš arrive en tête des élections législatives ;
  - la bousculade du stade Kanjuruhan provoque la mort d'au moins 131 personnes et 325 blessées en Indonésie.
- 2 octobre :
  - élections présidentielles et élections législatives en Bosnie-Herzégovine ;
  - élection présidentielle au Brésil (1er tour) ;
  - élections législatives en Bulgarie.
- 3 octobre :
  - le prix Nobel de physiologie ou médecine est attribué au Suédois Svante Pääbo pour ses découvertes concernant les génomes des hominines éteints et l’évolution humaine ;
  - élections générales québécoises. Le gouvernement sortant de la Coalition avenir Québec est réélu pour un deuxième mandat.
- 4 octobre : le Prix Nobel de physique est attribué au Français Alain Aspect, à l'Américain John Clauser et à l'Autrichien Anton Zeilinger pour leurs découvertes sur l'intrication quantique.
- 5 octobre : le prix Nobel de chimie est attribué au Danois Morten Meldal et aux Américains Carolyn R. Bertozzi et K. Barry Sharpless pour le développement de la chimie click et la chimie bioorthogonale.
- 6 octobre :
  - le prix Nobel de littérature est attribué à la Française Annie Ernaux ;
  - en Thaïlande, au moins 38 personnes, pour la plupart des enfants, sont tuées dans une attaque contre une crèche dans la province de Nong Bua Lamphu.
- 6 au 12 octobre : Championnats du monde de judo 2022.
- 7 octobre :
  - élections législatives au Lesotho ;
  - le prix Nobel de la paix est attribué au Biélorusse Alès Bialiatski, à l'association russe Memorial et à l'association ukrainienne Centre pour les libertés civiles ;
  - au Nigeria, le naufrage d’un bateau surchargé transportant 85 personnes fait 76 morts dans l'État d'Anambra, dans le sud-est du pays[2] ;
  - l'explosion d'une station-service à Creeslough en Irlande fait 10 morts[3].
- 7 au 10 octobre : l'ouragan Julia fait plus de 90 morts en Amérique du Sud et en Amérique centrale.
- 8 octobre :
  - attaque du pont de Crimée entre la Crimée et la Russie ;
  - un glissement de terrain fait une centaine de morts dans la ville de Las Tejerías au Venezuela[4].
- 8 octobre au 12 novembre : Coupe du monde féminine de rugby à XV.
- 9 octobre : élection présidentielle en Autriche, Alexander Van der Bellen est réélu.
- 10 octobre :
  - le Prix de la Banque de Suède en sciences économiques en mémoire d'Alfred Nobel est attribué aux Américains Ben Bernanke, Douglas Diamond et Philip Dybvig pour leurs recherches sur les banques et les crises financières ;
  - une série de bombardements russes touche les grandes villes ukrainiennes, dont la capitale Kiev.
- 12 au 16 octobre : Championnats du monde de cyclisme sur piste 2022.
- 13 octobre :
  - en Irak, Abdul Latif Rashid est élu président de la République ;
  - élections législatives au Vanuatu.
- 14 octobre : en Turquie, Au moins 41 personnes sont tuées par une explosion dans la mine de charbon d'Amasra, dans la province de Bartın[5].
- 15 octobre : en Russie, une fusillade dans une base militaire russe fait 13 morts.
- 15 octobre au 19 novembre : 16e Coupe du monde de rugby à XIII en Angleterre.
- 17 octobre : Ulf Kristersson est élu Premier ministre de Suède par le Parlement, avec le soutien inédit de l'extrême droite.
- 18 octobre : la ministre australienne des Affaires étrangères, Penny Wong, confirme que l'Australie ne reconnaîtra plus Jérusalem-Ouest comme capitale d'Israël tant que les négociations de paix ne seront pas finalisées[6].
- 20 octobre :
  - démission de Liz Truss, Première ministre du Royaume-Uni, son mandat est ainsi le plus court de l'histoire du pays ;
  - au Tchad, de violents heurts opposant police et manifestants à N’Djamena causent la mort d’une « cinquantaine » de personnes dont une « dizaine » de membres des forces de sécurité et plus de 300 blessés[7].
- 20 et 24 octobre : élection présidentielle libanaise (3e et 4e session).
- 21 octobre : Giorgia Meloni est nommée présidente du Conseil des ministres d'Italie, c'est la première femme à ce poste.
- 22 octobre :
  - en Chine, le 20e congrès national du Parti communiste renouvelle Xi Jinping comme secrétaire général ;
  - en Italie, le gouvernement Meloni prête serment.
- 23 octobre :
  - l'ouragan Roslyn (en) de catégorie 3 touche les côtes du Mexique[8] ;
  - élection présidentielle en Slovénie (1er tour).
- 24 octobre : au Royaume-Uni, Rishi Sunak est élu chef du Parti conservateur ; le lendemain il est nommé Premier ministre, la première personne d'origine indienne dans cette fonction[9].
- 24 octobre au 6 novembre : tournoi des candidates du Championnat du monde féminin d'échecs.
- 25 octobre : éclipse solaire partielle sur une partie de l'Eurasie.
- 26 octobre :
  - seize ans après sa mise en chantier, le tram-train de la Baie de Cadix, premier tram-train d'Espagne, est mis en service ;
  - en Iran, une fusillade de masse tue au moins 15 personnes au mausolée de Shah Cheragh à Chiraz.
- 27 octobre : Mohammed Chia al-Soudani devient Premier ministre d'Irak.
- 29 octobre :
  - la bousculade d'Halloween à Séoul (Corée du Sud) fait environ 150 morts ;
  - des attentats  à Mogadiscio (Somalie) tuent au moins 100 personnes.
- 29 octobre au 6 novembre : Championnats du monde de gymnastique artistique au Royaume-Uni.
- 30 octobre :
  - élection présidentielle au Brésil (2d tour), Luiz Inácio Lula da Silva est élu ; début des manifestations électorales par des Bolsonaristes ;
  - en Inde, l'effondrement du pont de Morvi dans le Gujarat fait au moins 141 morts.
- 31 octobre : 
  - aux Philippines, le bilan des inondations et des glissements de terrain causés par la tempête tropicale Nalgae (Paeng) principalement à Bangsamoro, passe à 98 morts et au moins 63 autres sont portés disparus[10] ;
  - au Liban, le mandat du président de la République, Michel Aoun, se termine, sans qu'un successeur soit désigné[11].
- 31 octobre au 7 novembre : Masters de tennis féminin 2022.